# Linia kolejowa Michaľany – Łupków
Linia kolejowa Łupków PL – Michaľany – linia kolejowa na Słowacji przebiegająca od granicy państwa (dawne polsko-słowackie kolejowe przejście graniczne Łupków-Palota do stacji Michaľany.
Linię wybudowano w latach 1870–1874. Stanowi fragment dawnej austro-węgierskiej linii kolejowej łączącej Budapeszt ze Lwowem (Pierwsza Węgiersko-Galicyjska Kolej Żelazna). W swym przygotowywanym tuż przez I wojną światową „Ilustrowanym przewodniku po Galicyi (...)” Mieczysław Orłowicz pisał o niej z dezaprobatą: ...linia biegnie wśród niskich pagórków, i jest najbrzydszą wśród linii kolejowych północnych Węgier.
Obecnie jest to linia jednotorowa, zelektryfikowana na odcinku Bánovce nad Ondavou – Michaľany.

## Ruch pasażerski
Pomiędzy stacją Medzilaborce a Humenne realizowanych jest 10 kursów dziennie w kierunku Humennego (z czego jeden bezpośrednio do Michaľan) i 11 w kierunku Medzilaborców (z czego dwa bezpośrednio z Michaľan). Trasę Humenne-Trebišov obsługuje 12 kursów dziennie w kierunku Koszyc, w tym dwa pośpieszne: „Šírava” do Pragi i „Zemplín” do Bratysławy. Na odcinku Trebišov-Michaľany wykonywanych jest po 10 kursów dziennie w obie strony. W 2024 roku zakończą się prace związane z wymiana torowiska i budową sieci trakcyjnej na odcinku Bánovce nad Ondavou - Humenné.

## Maksymalne prędkości
- Michaľany – Úpor = 70 km/h
- Úpor – Humenné = 120 km/h
- Humenné – Medzilaborce = 90 km/h
- Medzilaborce – Granica Polska/Słowacja = 60 km/h